# Jüdischer Friedhof (Jeżów)

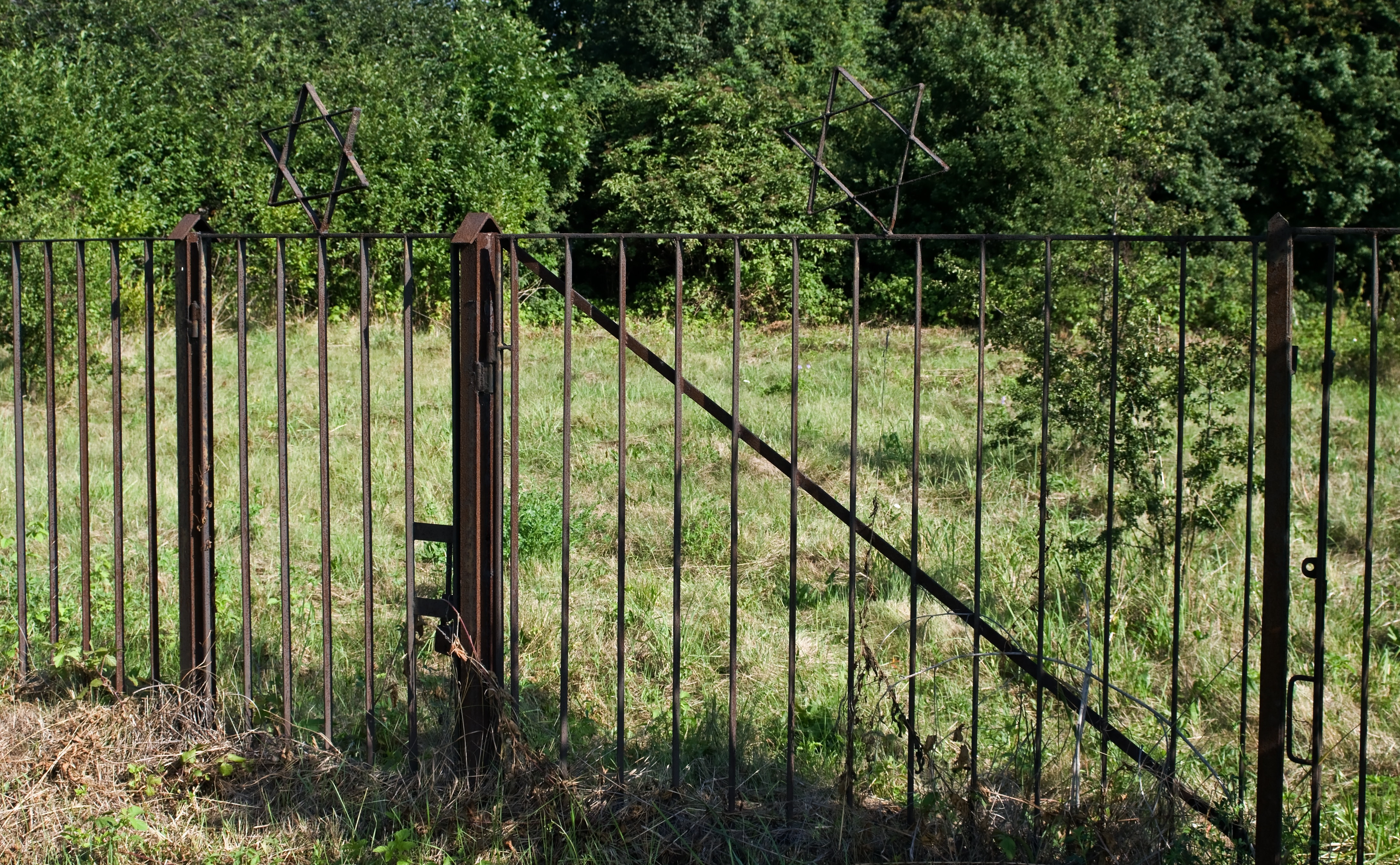
Jüdischer Friedhof in Jeżów

Der Jüdische Friedhof in Jeżów, einer polnischen Stadt in der Woiwodschaft Łódź, wurde vermutlich Mitte des 19. Jahrhunderts angelegt. Der Jüdische Friedhof liegt in der Rawska-Straße, westlich des Ortes.
Auf dem circa 0,3 Hektar großen Friedhof, der während des Zweiten Weltkriegs und danach verwüstet wurde, sind heute nur noch wenige Grabstein-Fragmente erhalten.